# Власов, Герман Евгеньевич
Герман Евгеньевич Власов (24 августа 1966, Москва) — русский поэт, переводчик с английского, белорусского, грузинского, узбекского, украинского и других языков.
Лауреат премии Фазиля Искандера (2021) и ряда других премий.

## Биография
Родился 24 августа 1966 года в Москве. В 1983 поступал в Институт стран Азии и Африки МГУ, но недобрал полбалла и, таким образом, оказался на филологическом факультете МГУ. Окончил в 1990 отделение РКИ (Русский как иностранный).
Публиковался в журналах «Знамя», «Новый мир», «Волга», «Крещатик», «Континент», «Новый Берег», «Интерпоэзия»,
«Современная поэзия» и др. Первая публикация стихов — в журнале «Огонёк» (1992).
Член Союза писателей Москвы.

## Критика и отзывы
Он предпочитает поэзию «малых букв», с отсутствием знаков препинания. Его речь течёт словно сама по себе, то есть — опять поправлюсь — летит… однако вовремя, очень вовремя останавливается. Авторская отстранённость (впечатление которой создаётся при чтении таких стихов) оказывается ложной: всё он прекрасно видит, ничего не упускает, и когда мне кажется, что, отягчённый щедротами Вакха, поэт сейчас потеряет контроль над своим полусонным бормотанием, — он открывает глаза и говорит: вот, всё, что меня переполняло, я высказал. И я, прощая ему «елабугу», «брейгеля», «ясную» (то есть Ясную Поляну), с некоторой тревогой думаю: а с какой буквы он напишет, например, «Богородица»?
Но как бы то ни было, я чётко понимаю, что его сон — не лермонтовское «забыться и заснуть»: это — забытьё в творческом воображении. А для такого сна нужно — усилие, очарование жизнью. Его сон — забвение мелкого, низменного, ничтожного, воспарение над бытовухой и суетой. А ведь только в эти минуты и рождается возвышенное, то есть — истинное".
— Эмиль Сокольский. Литературный критик.

Для меня было удивительным то, как Власов говорит от первого лица. Иногда голос автора слышен редко, иногда создаётся ощущение, что он убран специально, для того, чтобы яснее говорил о себе мир вещный. Голос может звучать постоянно, копируя интонацию требовательного ребёнка, но пропадать за шумом внешнего, подавляющего мира, и оттого внезапно возникающее «я» кажется редким, одиночным и одиноким. Редкое «я» — детское «я», неслышные взрослым речи упрямства, робости, беззащитности, решимости: «а я не боюсь ни капели ни то чего сверх», «я не знал что ответить». И состояние, свойственное детству, идущее не от непонимания сути происходящего, а от незнания нужных слов — «я вижу и слышу и я не могу рассказать», — что свойственно ребёнку и поэту, но ребёнок ещё не знает, что не для всего есть слова, а у поэта уже есть внеязыковой, внесловарный опыт.
— Мария Маркова. Поэт. Не для себя, для фотоснимка. Литеrraтура.

Мне кажется, Герман Власов обладает хорошим для поэта качеством — он умеет слушать себя со стороны. Умеет посмотреть на страничку со своими стихами глазами постороннего. И отвергнуть сомнительное или неудавшееся. Как фотоснимку порой не хватает резкости, так и стихам, бывает, не хватает чёткости и ясности. Но можно всё это «навести» в своём сердце — внутренней работой и осознанным выбором. Герману Власову в книге «Серебряная рыба золотая» это удалось. Бывает, и корявая строчка напишется, но что-то в этой корявости такое личное, авторское слышится, что поэт чувствует: править у себя эту корявость, поправлять эту строчку ни в коем случае не следует. Как говорил незабвенный Николай Гумилёв, «высокое косноязычье тебе даровано, поэт».
— Александр Карпенко. "Сам собой прирастая". Рецензия на книгу Германа Власова "Серебряная рыба золотая". "Южное Сияние", №1(33), 2020

Созерцая, человек учится у живой природы исполнению её законов. Например, в стихотворении «Анемохория» речь идет о распространении по воздуху не семян, а Слова. Стало быть, поэзия и её восприятие, по Власову, естественны для человека, стихи дают ветвям и цветам ещё одно воплощение — не только на физическом, но и на духовном уровне.— Мария Тухватулина. "Душа и её окрестности". Рецензия на книгу Германа Власова «Птица с малиновой грудкой серая». Журнал ПРОЛИТКУЛЬТ №20, 2024

## Премии
- Лауреат Международного литературного Волошинского конкурса в номинации Поэзия (2009)[5].
- Лауреат Международного литературного Волошинского конкурса в номинации Перевод (2011) .
- Лауреат Международной литературной Волошинской премии в номинации Студенческая премия (2017)[6].
- Лауреат международного литературного фестиваля «Синани-Фест-2010» (Ялта)[7]
- Лауреат Международной литературной премии имени Фазиля Искандера (2021)

## Интервью, рецензии, прочее
- Интервью в «Независимой газете»[8]
- Страница на «Новой литературной карте России»[9]
- Страница на сайте «Литературное радио»[10]
- Рецензия на книгу «Девочка с обручем» на сайте Лиterraтура[11]
- Рецензия на книгу «Девочка с обручем» в журнале «Октябрь»[12]
- Интервью на сайте «Текстура»[13]
- Интервью на сайте «Культуромания»[14]
- Рецензия на книгу «Серебряная рыба золотая» в журнале «Южное Сияние» (№ 1, 2020)[15]
- Рецензия на книгу «Пузыри на асфальте» в журнале «Южное Сияние» (№ 3, 2021)[16]